# Sonia Sant'Anna
Sonia Sant´Anna (Goiás, 1938) é uma escritora brasileira. É autora de romances históricos e trabalha como revisora, copidesque e tradutora.

## Biografia
Nascida em Goiás, viveu a maior parte de sua vida no Rio de Janeiro. Morou também em outras cidades, no Brasil e no exterior, entre as quais Londres, Belo Horizonte, Brasília e Washington, DC. No Rio de Janeiro fez seus estudos no Colégio Sion, e em Londres no Convent Our Lady of Sion. O curso de Letras, iniciado na PUC RJ, foi concluído em Belo Horizonte, na PUC MG.
Viveu sempre rodeada de livros e cedo começou a  sonhar com o ofício de escritora. Os avós, mineiros e goianos, gente contadeira de causos, também foram em parte responsáveis por esse desejo de contar histórias. Mas a existência de outros autores na família – Sonia é irmã de Sérgio Sant'Anna e Ivan Sant´Anna – a intimidava, e sua primeira profissão foi a de designer de jóias e artesã-joalheira, que aprendeu no atelier de Caio Mourão, de quem foi sócia em uma galeria de jóias de arte.
Apaixonada por História por influência do pai, historiador diletante, aproximando-se do 60 anos decidiu-se finalmente a enfrentar o público com um romance histórico para público juvenil, Memórias de um bandeirante, premiado em concurso promovido pela União Brasileira de Escritores para autores inéditos, em 1997.
Para público adulto, publicou mais três romances históricos, Inconfidências mineiras – a vida privada na Inconfidência; Barões e escravos do café – a vida privada no Vale do Paraíba; e Leopoldina e Pedro I – a vida privada na corte.
Retornando ao público adolescente, escreveu Degredado em Santa Cruz, publicado pela Editora FTD e lançado na Bienal do Livro, em 2009.

## Obras publicadas
- Inconfidências mineiras – a vida privada na Inconfidência  - Jorge Zahar, 2000.
- Barões e escravos do café – a vida privada no Vale do Paraíba   - Jorge Zahar, 2001.
- Leopoldina e Pedro I – a vida privada na corte   - Jorge Zahar Editor, 2003.

## Para o público juvenil
- Memórias de um bandeirante – Coleção Jovens Inteligentes - Global Editora, 2001.
- Degredado em Santa Cruz - Editora FTD, 2009.

### Prêmios
- Memórias de um bandeirante - Prêmio Adolfo Aizen, concedido pela União Brasileira de Escritores (UBE).
- Embora destinados a público adulto, Inconfidências Mineiras recebeu da Fundação Nacional do Livro Infantil e Juvenil FNLIJ a classificação de Biblioteca Básica.
- Barões e escravos do café recebeu da mesma FNLIJ a classificação de Altamente Recomendável, e o prêmio Alejandro Cabasso concedido pela União Brasileira de Escritores.